# Новосибирская психиатрическая больница специализированного типа с интенсивным наблюдением
Новосибирская психиатрическая больница (стационар) специализированного типа с интенсивным наблюдением — медицинское учреждение в Заельцовском районе Новосибирска, открытое в июне 2015 года. Одна из восьми психиатрических больниц федерального подчинения на территории России.

## Пациенты учреждения
В психиатрической больнице содержатся лица с нарушением психики, совершившие различные уголовные преступления: убийства, кражи, мошенничества и т. д.
За больными ведётся круглосуточное наблюдение с помощью более чем 200 видеокамер.
В учреждении имеются 200 палат, каждая из которых рассчитана на четырёх человек и оборудована санузлом.

### Распорядок дня
После подъёма организуется зарядка, затем — завтрак, после чего больные выходят на прогулку, далее — обед и сончас, вечером во время досуга пациенты проводят время за различными настольными играми, разгадыванием пазлов и рисованием картин по номерам.

### География
В учреждении проходят лечение психически больные люди из Новосибирской, Томской, Омской, Сахалинской и Магаданской областей, Хабаровского и Камчатского краев, Республики Саха и Чукотской Автономной области.

## Штат
Штат больницы состоит примерно из 230 человек (врачи, санитары, повара) и 121 работника ГУФСИН.
Главный врач — Алла Ивановна Зинина.

## Заключение в стационар Александра Габышева
В 2021 году в больницу был направлен якутский шаман Александр Габышев, о чём 4 октября в своём Telegram-канале рассказал его защитник юрист Алексей Прянишников. В апреле 2022 года Габышев был переведён в психиатрическую больницу специализированного типа в Уссурийске.
Габышев стал известен в марте 2019 года, когда выдвинулся пешком из Якутии в Москву с целью «изгнать Путина».